# Karl Wilhelm von Willisen
Karl Wilhelm von Willisen (Staßfurt, 30 aprile 1790 – Dessau, 25 febbraio 1879) è stato un generale prussiano.

## Biografia
Willisen nacque a Staßfurt, terzo figlio del sindaco di Staßfurt, Karl Wilhelm Hermann von Willisen (1751–1807), e di sua moglie Friederike von Trotha (1768–1826).

### Inizio della carriera
Willisen fu istruito nei Corpi Cadetti Prussiani, e si arruolò nel 21º reggimento di fanteria "Duca di Brunswick" nel 1804. Fu ferito gravemente nella battaglia di Auerstedt,  e lasciò l'esercito prussiano dopo il trattato di Tilsit del 1807. Studiò presso l'università "Martin Lutero" di Halle-Wittenberg, unendosi al Freikorps Schill nel 1809 durante la guerra contro Napoleone. Quello stesso anno si unì all'esercito austriaco combattendo col grado di tenente la battaglia di Wagram.
Dopo il trattato di Schönbrunn, Willisen se ne andò dall'esercito austriaco senza riprendere servizio. Visse a Teutschenthal nei pressi di Halle (Saale), dove fu arrestato con l'accusa di diserzione nel 1811, ed imprigionato a Kassel. Evase e tornò al servizio dell'esercito prussiano, dopo che il suo ufficiale lo liberò dall'impegno con gli austriaci. Willisen combatté le battaglie napoleoniche del 1813-1814, come parte dell'esercito Silesiano prussiano, diventando capitano nel gruppo di Gebhard Leberecht von Blücher nel 1815. Rimase nello Stato maggiore prussiano dopo la sconfitta di Napoleone, diventando insegnante di arte della guerra e di storia della guerra presso l'Accademia militare prussiana. Pubblicò numerosi libri e si oppose al punto di vista di Carl von Clausewitz. Attorno al 1830 Willisen criticò anche la tattica militare russa nel corso delle guerre napoleoniche, sostenendo la rivolta polacca presso nel Regno del Congresso, ed il movimento democratico in generale.
Willisen fu assegnato allo staff del III corpo d'armata sotto il comando del principe Guglielmo di Prussia, futuro imperatore tedesco Guglielmo I, a Breslavia e come capo di Stato maggiore del V corpo d'armata sotto il generale Karl von Grolman a Posen nel 1832.
Nel 1843 Willisen divenne comandante di brigata a Breslavia, e fu candidato dei liberali come ministro della guerra prussiano nel 1848.

### Sollevazione della Grande Polonia
Durante la Primavera dei popoli, nel 1848, scoppiò la Sollevazione della Grande Polonia nel Granducato di Poznań, in Prussia. Una delegazione del Comitato nazionale polacco ricevette un'udienza dal re prussiano e, su loro richiesta, Willisen fu nominato inviato speciale del re (Ziviler Königlichen Kommissar für die Provinz Posen) per la riorganizzazione della provincia. Giunse a Posen il 5 aprile 1848, entrando subito in conflitto con gli abitanti tedeschi e con il comandante militare di Posen, Friedrich August Peter von Colomb, dato che la sua posizione era considerata troppo filo-polacca.
L'11 aprile concluse la convenzione di Jarosławiec, con la quale le forze polacche guidate da Ludwik Mierosławski furono confermate ma ridotte a sole 3000 unità, stanziate in diversi campi, mentre fu istituita un'amministrazione polacca. Il compromesso di Willisen fallì, il re non accettò le condizioni negoziate con i polacchi, cambiando i termini dell'accordo ed escludendo numerose contee settentrionali ed occidentali. La convenzione fu molto criticata dai tedeschi, e Willisen dovette lasciare di nuovo Posen il 20 aprile 1848, evitando di passare nei quartieri tedeschi, dato che ormai era "esposto ad insulti personali, e addirittura messo in pericolo, dagli infuriati tedeschi ed ebrei di Posen”. Poco dopo fu dimissionato e sostituito da Ernst von Pfuel. In seguito Willisen dovette giustificare le sue scelte nel proprio libro intitolato "Akten und Bemerkungen über meine Sendung nach dem Grossherzogthum Posen"
Willisen fu inviato in missioni diplomatiche a Parigi, in Croazia ed in Italia, dove fu attaccato dall'esercito di Josef Radetzky nel corso della prima guerra di indipendenza italiana.

### Guerra Schleswig-Holstein
Nel 1849 presentò le proprie dimissioni dal servizio prussiano, e divenne comandante supremo delle forze della Confederazione germanica nella Prima guerra dello Schleswig, nell'aprile del 1850. Willisen comandò le truppe Schleswig-Holstein nella battaglia di Idstedt, e nell'assalto a Friedrichstadt. Dopo la sconfitta, Willisen si ritirò definitivamente trasferendosi a Parigi (Francia), in Slesia ed infine a Dessau, dove morì il 25 febbraio 1879.

### Promozioni ed onorificenze
- 1806: Fähnrich
- 1813: Premiereleutnant
- 1814: Stabskapitän
- 1815: Kapitän
- 1818: Maggiore
- 1834: Oberstleutnant
- 1836: Oberst
- 1842: Generalmajor
- 1849: Generalleutnant
- 1813: Croce di Ferro 2. classe
- 1815: Croce di Ferro 1. classe
- 1835: Ordine dell'Aquila rossa 4. classe
- 1835: Ordine di Sant'Anna (russo)
- 1838: Ordine dell'Aquila rossa 3. classe con nastro
- 1846: Ordine dell'Aquila rossa 2. classe con foglie di quercia

## Vita personale
Willisen sosò Emilie von Brause (1804–1849) il 28 novembre 1829 a Berlino. Dopo la morte della sua prima moglie sposò Editha von Caprivi (1843–1873), sorella di quello che poi divenne il cancelliere tedesco Leo von Caprivi. Willisen non ebbe figli.